# Ołowiana osłona radiologiczna

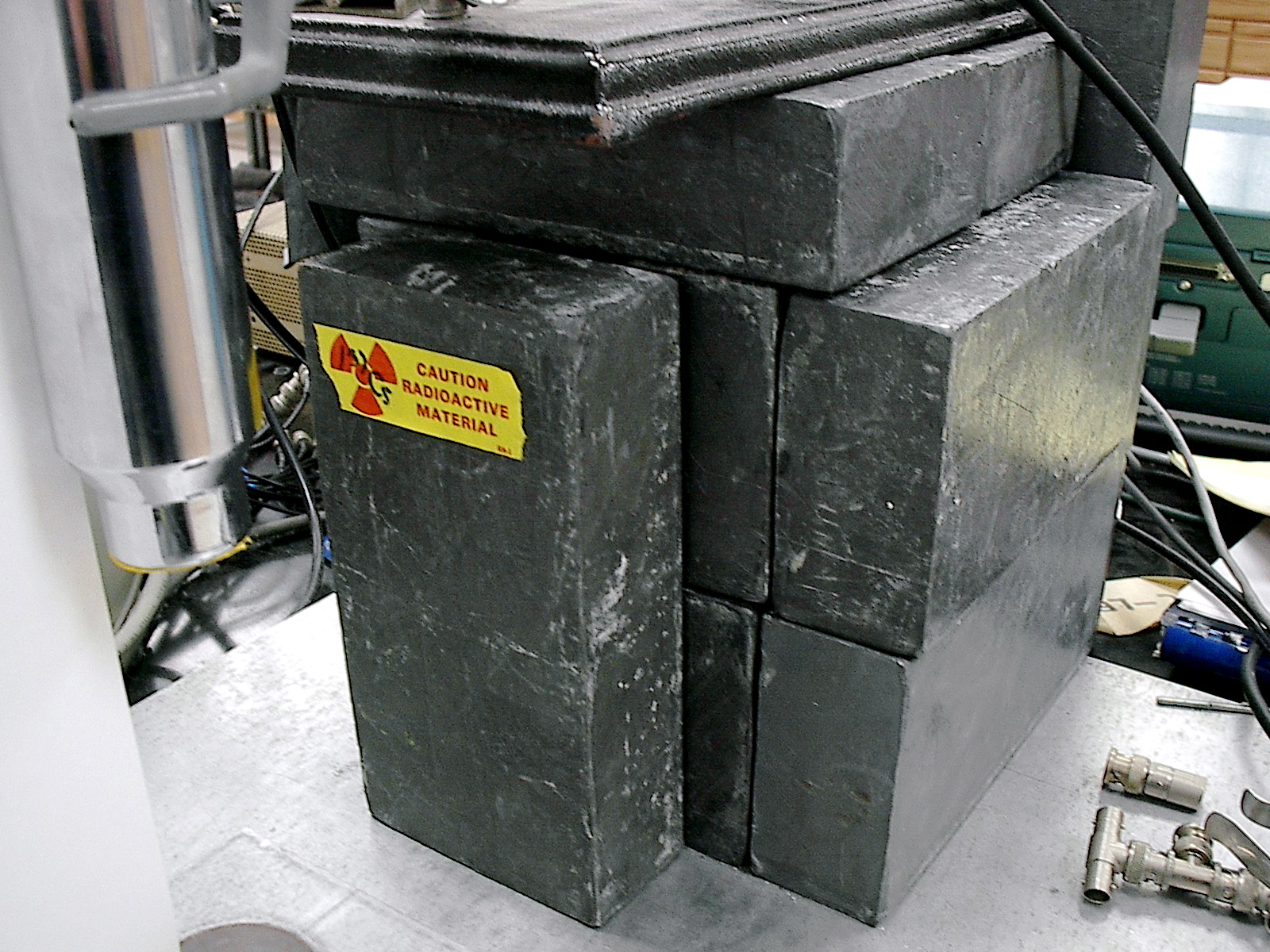
Ołowiana osłona radiologiczna zbudowana w celu ekranowania radioaktywnego izotopu cezu C-137 w laboratorium

Ołowiana osłona radiologiczna  to obudowa składająca się z cegieł wykonanych z ołowiu. Osłony tego typu są przykładem ekranu ołowianego i używa się ich do przechowywania niewielkich ilości próbek promieniotwórczych.
Stosowane są podczas testów i badań nad reakcjami jądrowymi. Osłony mogą być wykorzystane jako pojemniki do składowania radioaktywnych izotopów lub jako ekran chroniący ludzi przed promieniowaniem. W celu umożliwienia obserwacji podczas eksperymentów, osłony mogą zawierać okna wykonane ze szkła ołowiowego.
Typowa osłona radiologiczna waży około 10 kilogramów. Takie osłony mogą być wykonane z setek cegieł i mogą ważyć tysiące kilogramów, w związku z tym podłoga musi być przystosowana do zniesienia takiego ciężaru.
Zaleca się, aby budynek, w którym mają być przechowywane osłony, posiadał fundamenty wykonane z płyt betonowych. W przypadku, gdy osłona nie jest położona bezpośrednio na podłogę, będzie potrzebna silna struktura podpierająca.